# Ville souterraine de Camerano
Pour les articles homonymes, voir Camerano (homonymie).
Les grottes de Camerano (également appelées « ville souterraine de Camerano  ») forment un complexe à hypogée d'une extension considérable, se développant en dessous du centre historique de la ville de Camerano. Le complexe souterrain a des origines totalement artificielles, donc la dénomination de « ville » est préférable à celle de « grotte », plus ambiguë. 
L'extension précise de l'hypogée n'est pas connue, car elle n'a pas été complètement enregistrée. Il s'étend environ en dessous de tout le centre historique, même en dehors des limites de l'ancienne ville fortifiée. Il existe également d'autres hypogées sur le territoire de Camerano, cependant situées en dehors du centre habité. Ces tunnels supplémentaires, communément appelés «trous du diable», seraient les restes d'un ancien aqueduc souterrain qui longe les pentes du mont Conero. Cet hypogée présente des éléments de similitude avec d'autres hypogées, tels que ceux d'Osimo ou d'Orvieto. 

## Histoire
Il n'y a pas de documents historiques qui attestent de l'origine historique des grottes. Les seules sources qui les mentionnent en font des artefacts complets et très anciens. La date lisible la plus ancienne inscrite dans l'hypogée est 1327, ce qui ne peut être considéré comme une date de fondation. D’après l'analyse comparative avec d'autres structures hypogées et d’après l’analyse de la technique de construction, on peut déduire que l'hypogée cameranaise a des origines qui pourraient remonter à l'époque protohistorique ou préhistorique. Dans une première période, l'hypogée doit avoir été peu étendu, et ses fonctions étant principalement d’ordre hydrologique, l'extraction du grès à des fins de construction et sépulcrales. Par la suite, l'hypogée a été soumis à une réutilisation continue, avec une expansion et une modification conséquentes, à tel point qu'aujourd'hui il est difficile d’en reconstituer la chronologie. Au-delà de certaines zones où il est encore possible de voir leur exploitation comme carrière de pierre, avec certaines pierres dont le travail est inachevé, aujourd'hui la majeure partie de l'hypogée est constituée de couloirs bien finis et de pièces décorées. Les trois rotondes, lieux clairement conçus pour des réunions, présentent un intérêt particulier. La salle appelée Burchiani, au plan en Ankh est difficile à interpréter. 
Aux XVIIIe et XIXe siècles les familles nobles se sont de nouveau intéressées à ces hypogées en les utilisant comme lieux rituels et de réunions, en les décorant avec de nouveaux motifs et thèmes. Ce n'est que vers la fin du XIXe siècle que fut réalisée la première cartographie établie par la famille Mancinforte, qui comprenait cependant une partie minimale de la ville souterraine, celle située en dessous du palais de famille. 
La dernière prise de conscience collective de l'étendue de l'hypogée a eu lieu en juillet 1944, quand il a été utilisé comme refuge contre les bombardements aériens pendant la Seconde Guerre mondiale. L'ensemble de la population de Camerano, estimée à environ 2 000 personnes, s'est réfugiée dans l'hypogée pour une durée de 18 jours. 